# Chlosyne reducta
Chlosyne reducta är en fjärilsart som beskrevs av Hayward 1931. Chlosyne reducta ingår i släktet Chlosyne och familjen praktfjärilar. Inga underarter finns listade i Catalogue of Life.